# Cyphoma gibbosum
El cargol llengua de flamenc (Cyphoma gibbosum) és una espècie de gastròpode marí de la família Ovulidae. Són mol·luscs bentònics i carnívors que s'alimenten principalment de coralls tous i gorgònies. L'abans espècie independent Cyphoma signatum va establir-se com a sinònim de Cyphoma gibbosum.

## Descripció
La closca té forma de fus allargat amb un eixamplament al mig i els llavis gruixuts. Presenta un color ataronjat brillant exceptuant la zona dorsal. La coloració de la closca només s'observa quan l'animal es troba completament a l'interior d'aquesta, ja que generalment està coberta pel mantell. L'obertura presenta la mateixa llargada que la resta de la closca i sense dents als llavis. El mantell és de color ataronjat i presenta taques irregulars d'un color taronja més fosc amb les vores negres. El peu del gasteròpode presenta línies perpendiculars de color negre. Els cargols llengua de flamenc són animals dioics malgrat que no presenten diferències en la morfologia externa entre mascles i femelles. Presenten larves planctotròfiques. Poden arribar a fer fins a 5 cm de longitud.

## Ecologia
Els adults són dioics i es són atrets per feromones deixades per la mucositat d'altres organismes. S'alimenten de coralls tous i gorgònies, als eixos dels quals les femelles dipositen les postes. Aquestes postes segueixen cicles lunars i les femelles poden realitzar vàries postes en un mateix cicle.
Els seus depredadors naturals són el peix globus, el Lachnolaimus maximus i la llagosta vermella de Califòrnia. Es creu que el mantell del gasteròpode té un mal gust pels depredadors. El cargol llengua de flamenc ha esdevingut difícil de veure per l'alta pressió que rep per part de turistes i submarinistes.

## Galeria

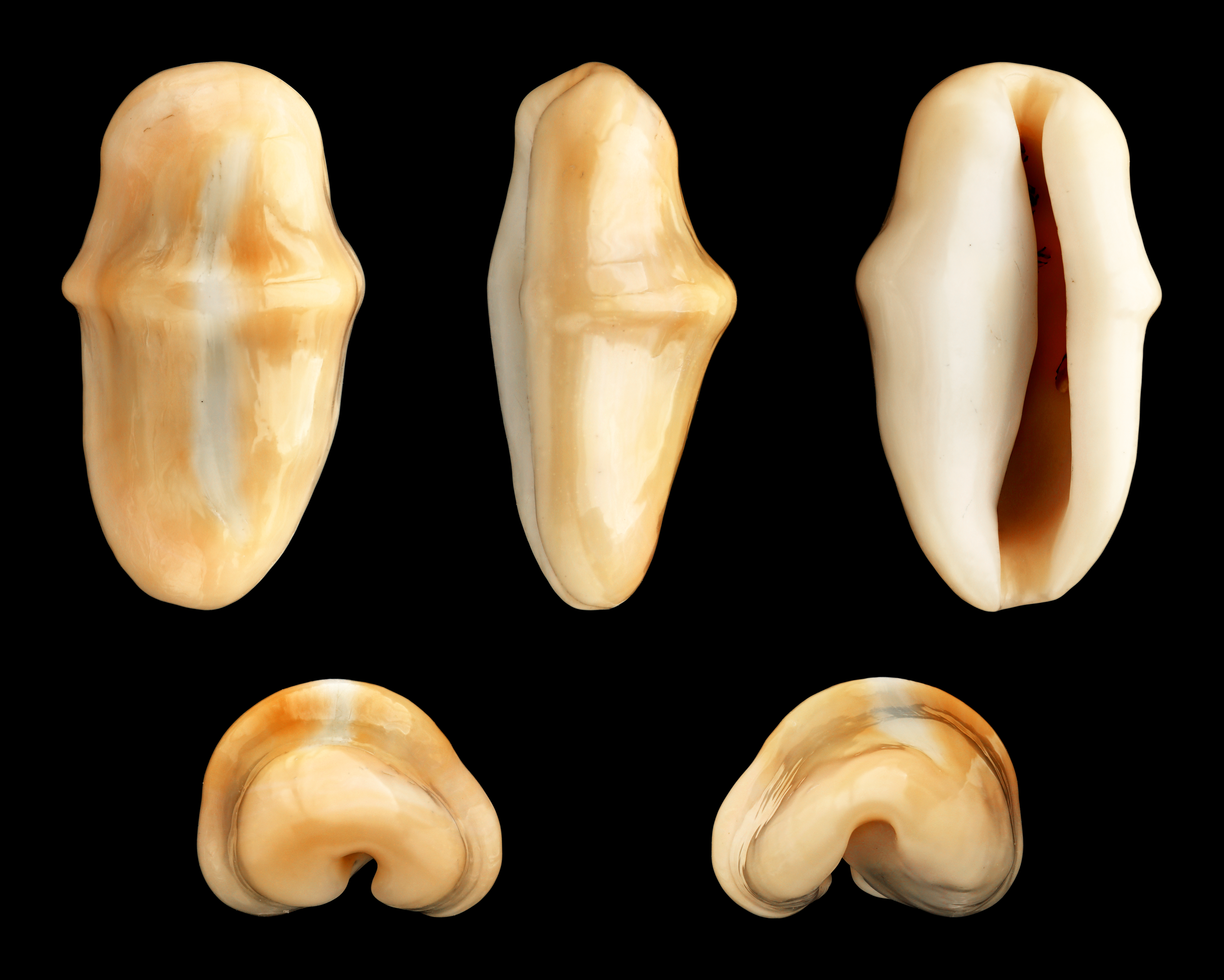
Closques
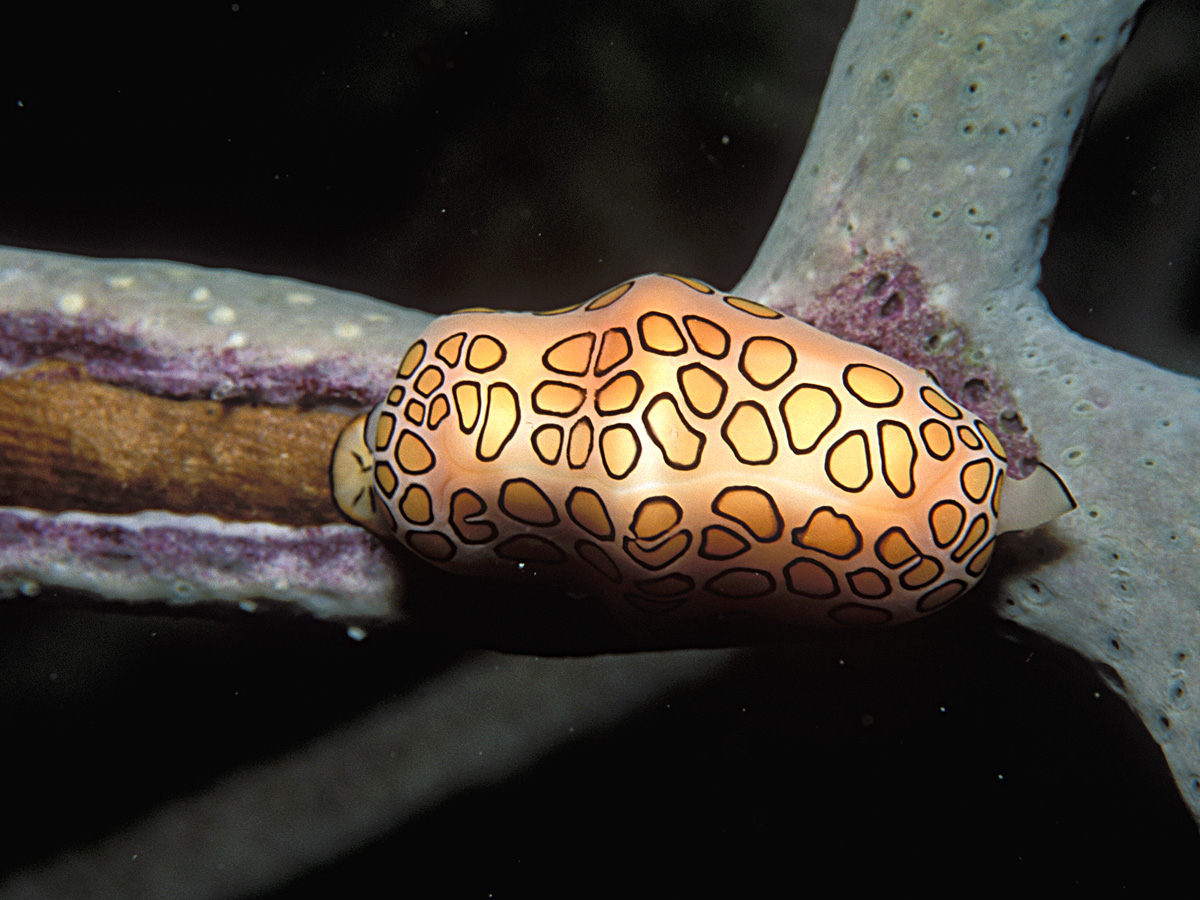
Menjant-se una gorgònia
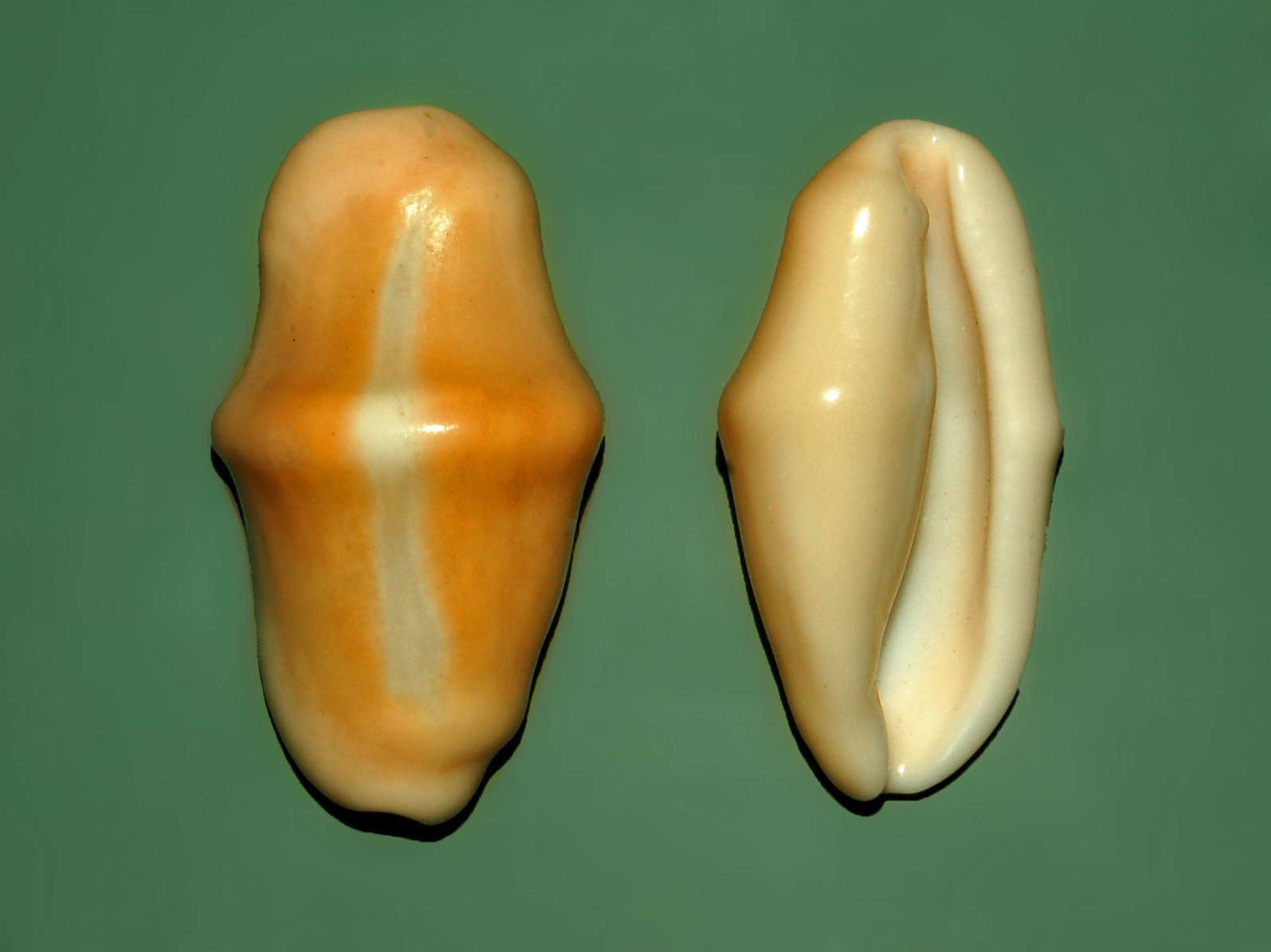
Closques
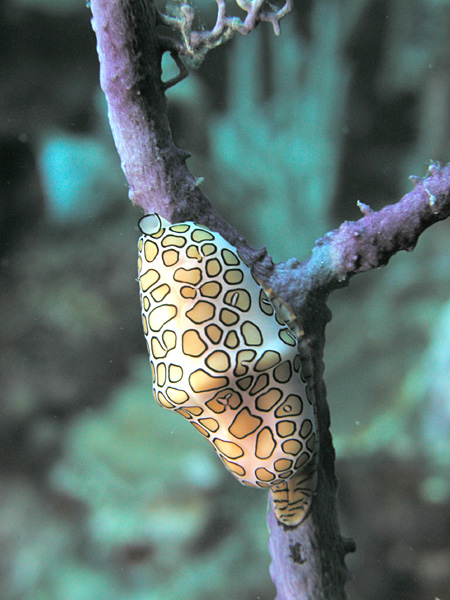
Damunt una gorgònia.
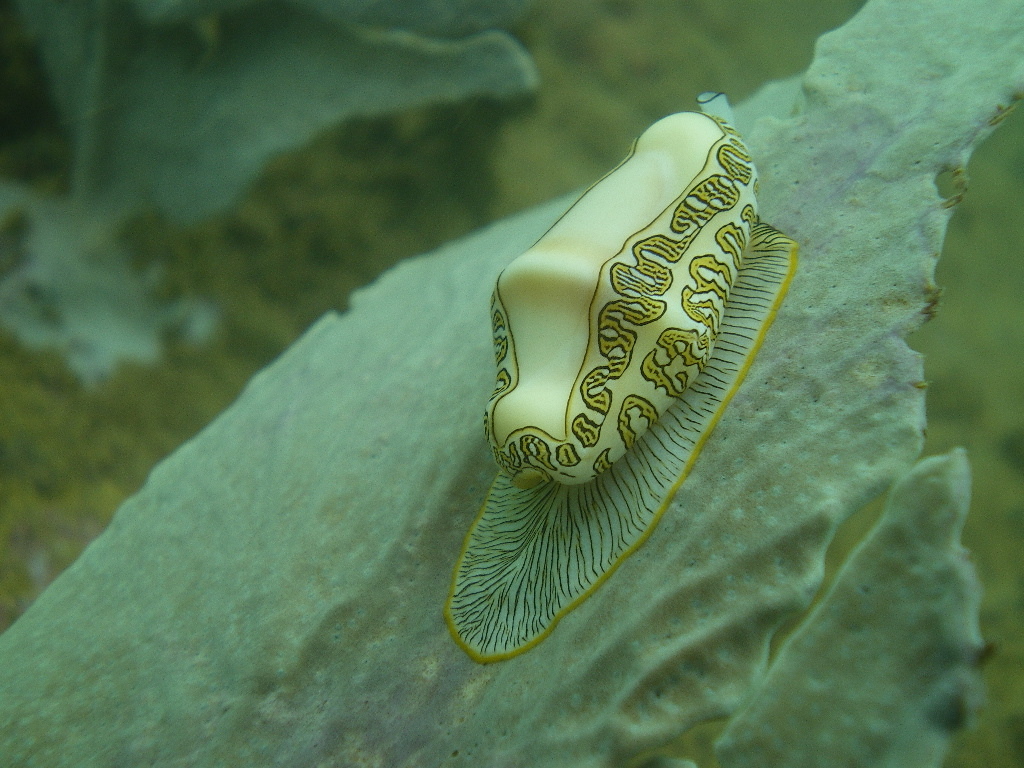
Cyphoma signatum